# Помонята
Помоня́та — село в Україні у Рогатинській громаді Івано-Франківського району Івано-Франківської області.

## Походження назви

### Легенди та оповіді.
Існує декілька версій-легенд поширення назви села Помонята.

#### Перша версія.
Перша легенда оповідає про похід татарської орди на Галичину, зокрема й на село також. Під час походу жителям поселення вдалося заховатися у водоймі, де за допомогою очеретяних паличок люди змогли дихати під водою. Татари намагалися знайти місцевих для ясиру (полону), але змушені були продовжити рух. Спритність та хитрість жителів дозволила врятувати громаду від знищення. А вже далі татари пішли до сусідніх сіл Долиняни і Дуліби, де, нібито, осіли. Таким чином, селяни раділи і вигукували: “ Нас поминули!!!”, - що згодом і стало вживатися у назві поселення, як "Помонята" від слова поминати. На даний час ця розповідь є найпоширенішою версією серед місцевого населення і жителів навколишніх сіл. Вона має право на існування, оскільки татарські походи мали місце в історії Галичини. 

Правдивим фактом залишається те, що татарська орда дійшла до села. Про це дізнаємося з опису церковної візитації УГКЦ у 1732 р., яка оглядала місцевий Храм святого Миколая:
”о. Петро Міленович Старушек. Подарунків нема і розповідає, що не було. Інвеститури (введення в церковний сан служителя) також немає. Розповідає, що висвячений Йосифом Шумлянським, але “literas consecrationis” немає (право на ведення божественної літургії). Каже, що раніше знищено було під час нападу татарського”. 
Швидше за все трагедія спіткала село у 1649 р. під час походу козацько-татарського війська на чолі з Богданом Хмельницьким на землі Зх. України. Маємо доказ, опублікований істориком Степаном Томашівським у “Жерелах до істориї України-Руси”: 
“Федір з Помонят до Мелхіора Стаміровського - внаслідок козацького і татарського спустошення нічого не обробляється в селі, тому податку зібрати не змогли”.
Помонята було не єдиним селом, що постраждало. Представники громад Дібринова, Підкаменя, Любші, Мельни, Княгинич, Дегови, Псар, Фраги, Беньківців, Дичок, Фірлеєва (сучасна Липівка) скаржилися, що 
“не можуть зібрати подимного й інших податків, бо села, корчми і млини спалені, а люди вимерли, взяті у неволю або втекли”. 
А далі ще цікавіше. Друга половина 17 ст. - це трагічний період Руїни для українських земель. Українські землі стали театром бойових дій між козаками, турками, татарами та поляками у 1672 р. Крім цього, як зазначає дослідник історії Рогатинщини Богдан Паньків, що “життя краю паралізували голод та епідемії, які повторювалися кожного третього року”. До всього лиха додались аномалії: у 1690 р. саранча знищила врожай місцевого населення. Результатом цього стало те, що “польські дідичі, щоб зберегти свої доходи, на місці зруйнованих сіл Помонят, Долинян і Псар поселили полонених татар”. Так, що у селі проживали певний час і татари.     

#### Друга версія.
Наступна версія походження назви пов’язана зі статтею жителя Приозерного Сарського Л. П. “Спомини про моє село Псари”. Автор згадує Помонята в контексті  залізничної станції “Помонята-Псари”. Він додає коментар: 
“ Щодо назви Помонята - то це хіба походить від латинської богині садів Помони”. 
Такої версії у історичних джерелах та літературі на даний момент не знайдено, тому є сумніви у достовірності гіпотези. Сам автор далі продовжує скептично: 
“Може це був той самий любитель клясичної старовини, що й видумав обидві назви (Помонята і Псари), бувши, правдоподібно, власником більших земельних посілостей”. 
Богиня Помона є продуктом давньоримської міфології, яка справді була покровителькою плодів садівництва. У минулому Помонята не були садівничим центром округи, про що можемо дізнатися з військово-топографічної карти Фрідріха фон Міґа 1779 р.   

#### Третя версія.
Зустрічається інформація про легендарних слов’янських братів Помина і Ята, що стане третьою версією походження назви села. У ювілейному збірнику “Наш Львів” 1953 р. відомий український поет Лев Лепкий публікує матеріал під назвою “Під патиною віків. Переказ про заснування Львова”. Автор пише про заснування українцями Львова на основі переказу одного із господарів тутешньої домівки. Розповідається, що король Данило Романович шукав місце для заснування нової столиці для своєї держави зі сином Левом. Він дійшов до р. Полтва  і, перепливши її, натрапив на трьох пастушків, що врятували його сокола. Данило зав’язав розмову з хлопцями і довідався, що їх батьки загинули під час монгольського походу. Король прихистив сиріт, а на тому місці заклав Львів. Далі автор зазначає:  
”Пастушки повиростали і вславилися у боях з татарами, за що боярами зробив їх король та наділив майном. Давид дістав землі під Львовом та заложив село Давидів, а його приятелі, що були собі рідними братами і називалися Помин і Ята, заложили село Помонята”. 
Цю версію, очевидно, підхопив галицький правник, сотник Української Галицької Армії (УГА), почесний громадянин м. Бережани Володимир Бемко. У збірнику “Бережанська земля” за 1970 р. він пише:  
”У княжу добу були укріплені села: Будилів, Гиновичі, Куропатники і Урмань. Недалеко Бережанської волости були боярські поселення Псари, Помонята, Болшівці, Конюшки, а дальше великий, княжий Галич”. 
Ця легенда дещо пов’язана з історичними фактами. Археологічні розкопки підтверджують реальність поселення у 12 ст., зокрема, на території села було знайдено срібну лунницю княжих часів. За словами жителя Помонят Івана Бойчака, тут працював відомий археолог Ярослав Пастернак та його друг Василь Волицький (справжнє прізвище Ілащук: старший десятник УГА, перебував у гостях пароха села Миколи Косовича), який “розкопав крем’яні ножики доби неоліту та кілька обламків кераміки княжої доби”. У Галицько-Волинському літописі інформації про Помонята немає, тому джерельної бази на даний момент недостатньо, щоб підтвердити реальність легенди. 

## Герб
Скрипка є центральним елементом, оскільки вдалося віднайти печатки громади Помонят від 19 ст. Та й музика - це частина нашого вайбу. Посередині жовта смуга, що символізує торгівлю. Протягом 15-16 ст. наше село лежало на важливому торговельному шляху зі Львова до Молдавії. Тут було закладено корчму, що стала перевалочним пунктом для торговців та мандрівників. Зелений колір - це символ доброботу, надії, здоров'я.
Важливою складовою виступають два пензлики, що демонструють іконописні традиції Помонят. Тому, власне, наших людей називали "богомазами" і "богописами".

## Історія
У 1939 році в селі проживало 1220 мешканців (1180 українців, 30 поляків, 10 євреїв).
За даними облуправління МГБ у 1949 р. в Букачівському районі підпілля ОУН найактивнішим було в селах Колоколин, Васючин, Княгиничі, Помонята і Явче.
12 червня 2020 року, відповідно до Розпорядження Кабінету Міністрів України  № 714-р «Про визначення адміністративних центрів та затвердження територій територіальних громад Івано-Франківської області», увійшло до складу Рогатинської міської громади.
19 липня 2020 року, в результаті адміністративно-територіальної реформи та ліквідації Рогатинського району, село увійшло до складу новоутвореного Івано-Франківського району.

## Населення

### Мова
Розподіл населення за рідною мовою за даними перепису 2001 року:
| Мова       | Відсоток |
| ---------- | -------- |
| українська | 100%     |

## Пам'ятки
- Дерев'яна церква св. Миколая (1876 р.). Внесена до реєстру пам'яток архітектури місцевого значення за охоронним номером 508/1.
- Дзвіниця церкви св. Миколая (1876 р.). Внесена до реєстру пам'яток архітектури місцевого значення за охоронним номером 508/2.

## Відомі люди
- Крамар Осип — один із керівників Української стрілецької громади у м. Едмонтон. Учасник Першої світової війни у складі 55-го австрійського імперського піхотного полку імені Миколи І, короля Чорногорії. Входив до складу 3-ї Бережанської бригади УГА у званні хорунжого.
- Ковальчук Григорій Іванович — командир сотень УПА «Сіроманці» та «Рубачі».
- Николишин Володимир Олексійович — референт СБ Тернопільського окружного проводу ОУН, лицар Срібного хреста заслуги УПА.
- Сабат-Свірська Марія Володимирівна — оперна і камерна співачка, ліричне сопрано.
- Федорцева Софія Володимирівна — драматична акторка героїко-трагедійного плану й майстер мистецького читання, народна артистка УРСР.
- Юрчинська-Попович Наталія Львівна — українська декламаторка, членкиня ОУН та Союзу українок у м. Варшава.
- Малафій Михайло — оперний співак, лауреат численних міжнародних конкурсів України, Білорусі, Польщі, Чехії, Італії, серед яких — перша премія Міжнародного конкурсу ім. А. Дворжака (2013), ІІ Міжнародного різдвяного конкурсу вокалістів у Мінську (Білорусія, 2015) та «Competizione dell'Opera» у Лінці (Австрія, 2017). З 2015 року — соліст Львівського національного академічного театру опери та балету імені С. Крушельницької. Був, також, провідним солістом у таких українських хорових колективах, як «Гомін», «Сурма», «Дзвін», ансамблю «Вишиванка».

## Світлини

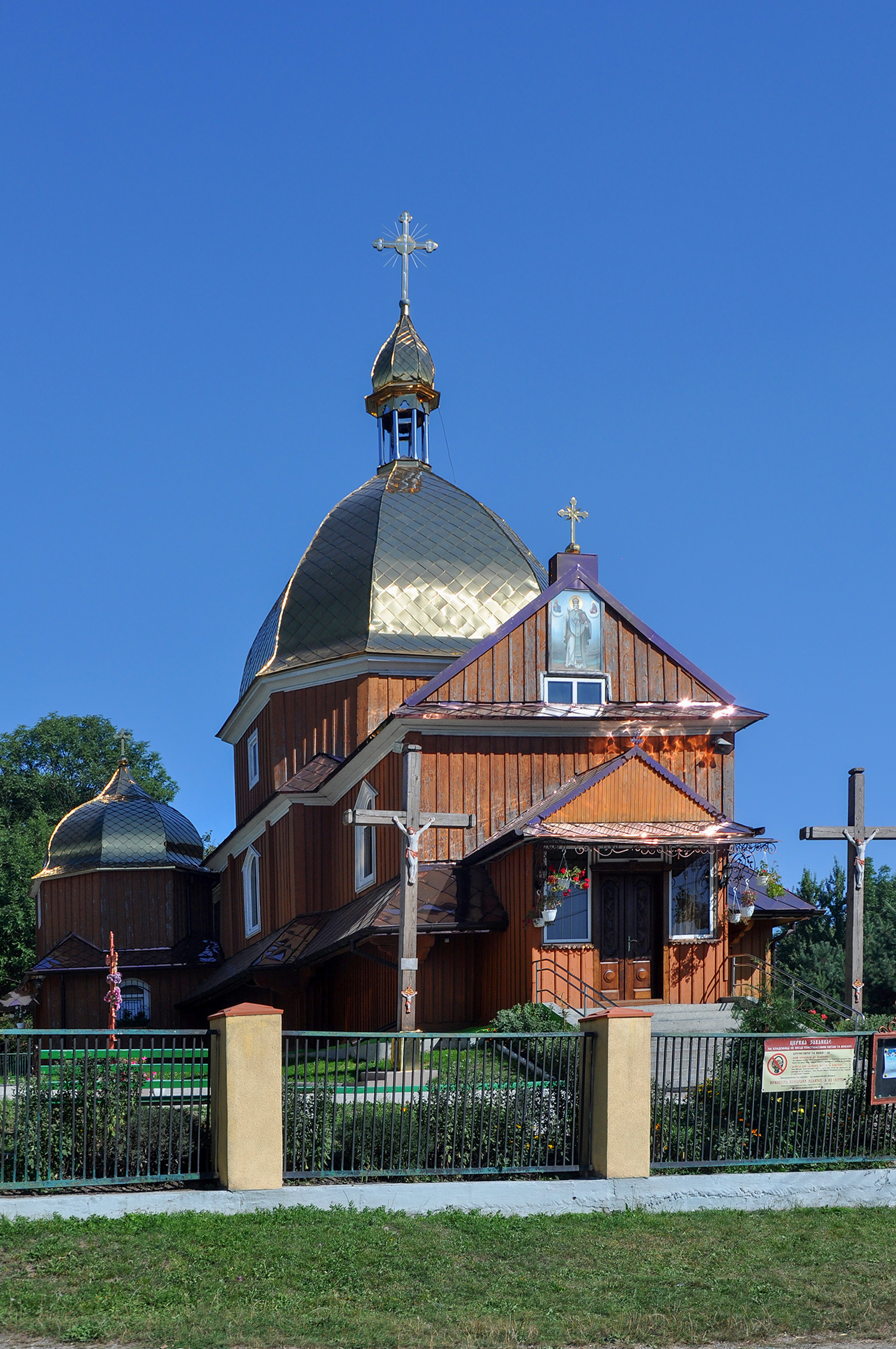
Церква св. Миколая
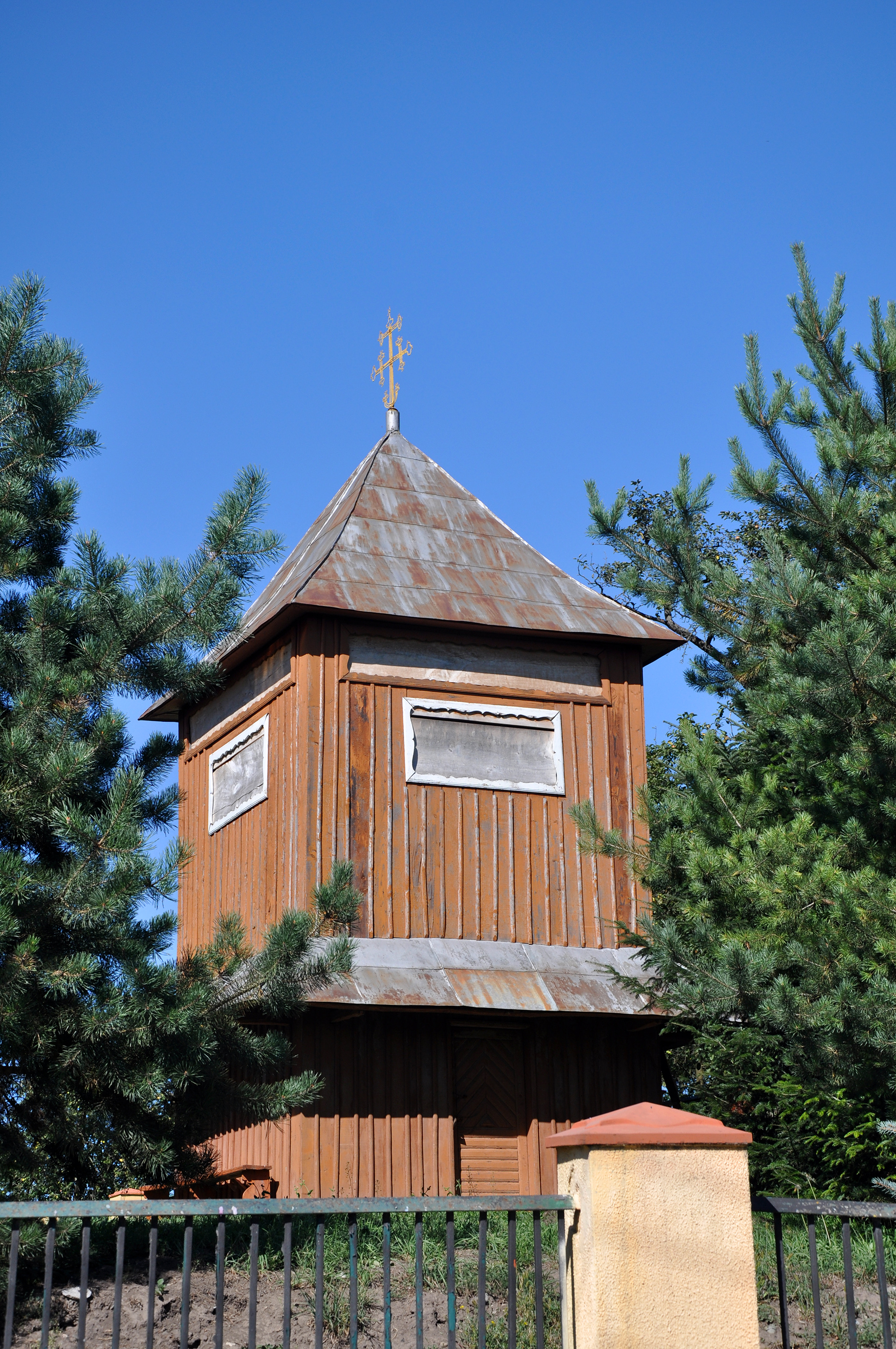
Дзвіниця церкви св. Миколая